# Mahmoud Ezzat
Mahmoud Ezzat (Zaqaziq, agosto de 1944) es un médico, profesor, autor y político egipcio.
Presunto Guía General (líder) de la Hermandad Musulmana de forma interina tras la detención de su predecesor, Mohamed Badía.
Es una de las figuras más influyentes dentro de la Hermandad, y a su vez, de las más extremistas, defendiendo una estricta interpretación de la sharía.
El 19 de diciembre de 2021, el Tribunal de lo Penal de Seguridad del Estado de Egipto confirmó la sentencia de muerte del exlíder supremo interino de los Hermanos Musulmanes. Fue acusado de "inteligencia extranjera" y "actos de terrorismo y sabotaje".

## Primeros años
Ezzat se licenció en la Facultad de Medicina y con 18 años, entró a formar parte de la Hermandad Musulmana.
En 1965, cuando tenía 21 años, fue detenido por su militancia en la Hermandad, y coincidió en la cárcel con Mohamed Badía. También compartió brevemente celda con Sayyid Qutb, un  militante musulmán y  una de las principales entidades fundamentalistas islámicas del mundo moderno. En 1974, Ezzan fue puesto en libertad.
En 1981 fue elegido para la Oficina de Orientación de los Hermanos Musulmanes. En 1995 fue condenado a diez años de prisión por sus actividades religioso-políticas, y en 2008 fue encarcelado de nuevo por participar en una manifestación contra la presencia israelí en la franja de Gaza. El 19 de diciembre de 2021, el Tribunal de lo Penal de Seguridad del Estado de Egipto confirmó la sentencia de muerte del exlíder supremo interino de los Hermanos Musulmanes. Fue acusado de "inteligencia extranjera" y "actos de terrorismo y sabotaje".

## Líder de los Hermanos Musulmanes
La importancia de Ezzat creció hasta el punto de ganarse el sobrenombre del "arquitecto en la sombra", es decir, líder de la organización en clandestinidad.
Tras el Golpe de Estado en Egipto de 2013 que volvió a llevar a la Hermandad a la persecución de las autoridades y la detención de su entonces líder, Mohamed Badía, fue apuntado como la nueva cabeza del grupo. Sin embargo, su papel no fue confirmado oficialmente, presuntamente para protegerse de la justicia.

## Ideología
Ezzat es descrito como un islamista de "línea dura", partidario de la interpretación estricta de la ley islámica
 y del concepto de Jahiliyyah o "ignorancia" de los no musulmanes, fuertemente influenciado por Sayyid Qutb.

## Vida personal
Ezzat está casado con la hija del ex-Guía de la Hermandad Mahdi Akef y tienen cinco hijos. Doctorado en medicina en Egipto y especializado en Reino Unido, fue profesor de universidad y publicó varios libros médicos.